# John C. Davies (Jurist)
John Clay Davies (* Januar 1857 in Utica, New York; † 11. Januar 1925 in Camden, New York) war ein US-amerikanischer Jurist und Politiker (Republikanische Partei). Der Kongressabgeordnete John C. Davies II. (1920–2002) war sein Enkel.

## Werdegang
Die Kindheit von John Clay Davies war vom Bürgerkrieg überschattet. Er besuchte das Hamilton College (New York) eine kurze Zeit lang. In der Folgezeit studierte er Jura. Seine Zulassung als Anwalt erhielt er 1878 und begann dann in Camden (New York) zu praktizieren. 1887 saß er für den 3. Bezirk (Oneida County) in der New York State Assembly. Von 1894 bis 1898 war er stellvertretender Attorney General von New York unter Theodore E. Hancock. Er nahm 1894 als Delegierter an der Verfassunggebenden Versammlung von New York teil. Bei den Wahlen von 1898 wurde er zum Attorney General von New York gewählt und 1900 wiedergewählt. Er bekleidete den Posten von 1899 bis 1902. 1900 nahm er als Delegierter an der Republican National Convention in Philadelphia (Pennsylvania) teil. Er trat 1902 als republikanischer Kandidat für einen Richterposten am New York Supreme Court in dem republikanisch dominierten 5. Gerichtsbezirk an, erlitt aber eine erdrutschartige Niederlage gegenüber dem Demokraten Watson M. Rogers. Sogar seine Parteifreunde haben ihn der Inkompetenz beschuldigt und die Ernennung eines unabhängigen Kandidaten begünstigt. Der Gouverneur von New York Frank W. Higgins ernannte ihn 1905 zum Kommissar in der State Board on Gas and Electricity (State Lighting Commission).